# 中村英一
中村英一（日语：／ Nakamura Eiichi，1909年—1945年5月27日），京都府出身，日本前男子曲棍球运动员。他曾代表日本国家队参加1932年夏季奥林匹克运动会曲棍球比赛，获得一枚银牌。